# جون سورينسن (كاتب)
جون سورينسن (بالدنماركية: Knud Sørensen)‏ هو كاتب ومؤلف وشاعر دنماركي، ولد في 10 مارس 1928 في يورينغ في الدنمارك.